# Georg Greuner
Georg Greuner (* 23. März 1897 in Gera; † 24. September 1978 in Baden-Baden) war ein deutscher Jurist. Als Rechtsanwalt war er unter anderem beim Bundesgerichtshof tätig.

## Leben
Georg Greuner war der Sohn des Reichsgerichtsrats Rudolf Greuner und seiner Ehefrau Elisabeth Greuner, geborene Schlick. Nach dem Abitur an der Thomasschule zu Leipzig und Teilnahme am Ersten Weltkrieg als Leutnant des kgl. sächsischen Husaren-Regiments Nr. 19 studierte er Rechtswissenschaften an der Universität Leipzig. Dort wurde er 1921 zum Dr. jur. promoviert. 1923 wurde er als Rechtsanwalt am Landgericht Leipzig zugelassen und übte seine Tätigkeit als Rechtsanwalt und später auch als Notar gemeinsam mit seinem Schwiegervater, Justizrat Curt Hillig aus. 1943 wurde er als Rechtsanwalt am Reichsgericht und 1953 als Rechtsanwalt beim Bundesgerichtshof zugelassen. Hier war er an Prozessen insbesondere auf dem Gebiet des gewerblichen Rechtsschutzes und des Urheberrechts beteiligt. So wirkte er insbesondere an den Verfahren maßgeblich mit, die zu den Grundsatzurteilen des Bundesgerichtshofs vom 31. Mai 1960 zu den Leistungsschutzrechten der ausübenden Künstler führten. Seit 1972 übte er seine Praxis gemeinsam mit Rechtsanwalt beim Bundesgerichtshof Oliver C. Brändel aus. Bis 1953 war er auch Rechtsberater des Deutschen Musikverlegerverbandes. Seit 1953 war er Vorsitzender des Aufsichtsrates des Verlags Bibliographisches Institut und übte dieses Amt bis zu seinem Tod aus. Er war auch ehrenamtliches Mitglied des Anwaltssenats beim Bundesgerichtshof. Verheiratet war er mit Andrea Greuner, geborene Hillig, einer Tochter von Curt Hillig. Sein Sohn war der 1925 geborene Jurist, Verleger Albrecht Greuner, der unter anderem als Gesellschafter beim Georg Thieme Verlag und Geschäftsführer beim Verlag Ferdinand Enke sowie als Vorsitzender des Urheber- und Verlagsrechtsausschusses des Börsenvereins Deutscher Buchhändler wirkte.

## Ehrungen
Greuner war Träger des Großen Bundesverdienstkreuzes.

## Veröffentlichungen
- Gutachten über urheberrechtliche, verlagsrechtliche und verlegerische Fragen. Erstattet und herausgegeben im Auftrag des Deutschen Verlegervereins. Band 2 (gemeinsam mit Curt Hillig), Leipzig 1934 (Fotomechanischer Nachdruck, Weinheim 1953).
- Neubearbeitung von Röthlisberger, Der interne und internationale Schutz des Urheberrechts in den Ländern des Erdballs, 4. Auflage Leipzig 1931 (gemeinsam mit Curt Hillig).
- Das neue Urheberrechtsgesetz und die Rechtsprechung des Bundesgerichtshofs, Archiv für Urheber- und Medienrecht (UFITA) Band 46 (1966), S. 79–87.
- Urteilsanmerkungen in Schulze, Rechtsprechung zum Urheberrecht, Entscheidungssammlung, BGHZ 52, 56, 58, 60, 61, KGZ 21, OLGZ 1, 4, 21, 29, LGZ 36, 44, 46, 48, 56, 58, Ausl. Frankr 1, C. H. Beck Verlag, München.